# Esenbeckia chagresensis
Esenbeckia chagresensis är en tvåvingeart som beskrevs av David Fairchild 1942. Esenbeckia chagresensis ingår i släktet Esenbeckia och familjen bromsar. Inga underarter finns listade i Catalogue of Life.